# Nolana dianae
Nolana dianae är en potatisväxtart som beskrevs av Michael O. Dillon. Nolana dianae ingår i släktet cymbalblommor, och familjen potatisväxter. Inga underarter finns listade i Catalogue of Life.